# Cylindrepomus enganensis
Cylindrepomus enganensis är en skalbaggsart som beskrevs av Stefan von Breuning 1942. Cylindrepomus enganensis ingår i släktet Cylindrepomus och familjen långhorningar. Inga underarter finns listade i Catalogue of Life.